# Tammerfors universitetssjukhus
Tammerfors universitetssjukhus (Tays) är ett finländskt universitetssjukhus i Tammerfors, etablerat 1962. Tays driver sjukhus i Tammerfors, Valkeakoski, Sastamala och Nokia. 